# Medicago brachycarpa
Medicago brachycarpa là một loài thực vật trong chi Medicago. Nó được tìm thấy ở khắp khu vực Trung Đông. Nó tạo thành mối quan hệ cộng sinh với vi khuẩn Sinorhizobium meliloti, loài có khả năng cố định đạm.